# Bitbucket
Bitbucket – hostingowy serwis internetowy przeznaczony dla projektów programistycznych wykorzystujących system kontroli wersji Git oraz Mercurial, którego obecnym właścicielem jest firma Atlassian. Serwis umożliwia bezpłatne wykorzystanie usługi wraz z dodatkowymi płatnymi planami. Jest obecnie jednym z najpopularniejszych tego typu serwisów, z którego korzystają m.in. firmy Ford, PayPal, czy Starbucks. W kwietniu 2019 r. Atlassian ogłosił, że Bitbucket dotarł do 10 milionów zarejestrowanych użytkowników i ponad 28 milionów repozytoriów.
Oprogramowanie serwisu Bitbucket zostało stworzone w Django (platformie programistycznej napisanej w języku Python).